# 2014년 SK 와이번스 시즌
2014년 SK 와이번스 시즌은 KBO 리그에서 프로 야구단 SK 와이번스의 2014년 시즌을 일컫는다. 이만수 감독이 정식으로 부임하여 맞이한 3번째 시즌이다. 새로운 주장은 박진만이다. 팀은 치열한 4위 싸움 끝에 4위 LG 트윈스에 0.5경기 차로 밀리며 9팀 중 5위에 그쳐 포스트시즌 진출에 실패했는데 선수들의 줄부상 - 잇다른 잡음 등이 발생한 것이 컸다.
Touch Wyverns! Go V4!

## 프런트
- 사장: 임원일
- 단장: 민경삼
- 외국인 스카우트: 나이트
- 매니저: 손차훈

## 타이틀
- 영구결번 지정: 박경완 (26)
- 올스타 선정: 김광현 (선발투수), 이재원 (포수)
- 올스타 추천선수: 박정배, 채병용, 김강민
- 고의4구: 이재원 (7)
- 희생번트: 조동화 (28)
- 출장(투수): 진해수 (75)
- 구원등판: 진해수 (75)
- 사랑의 골든글러브: 김광현
- 플레이어스초이스어워드 기량발전선수상: 이재원
- 일구상 의지노력상: 이재원
- 조아제약 프로야구대상 기량발전상: 이재원
- 스포츠서울 올해의 선행: 김광현
- 카스포인트 어워즈 투수부문 2위: 김광현
- 2014 인천 아시안게임 금메달: 김광현, 이재원
- WBSC U-21 야구 월드컵 동메달: 김도현
- 개막전 선발투수: 김광현

### 퓨처스리그
- 퓨처스 올스타: 이상백, 이승진, 박인성, 김도현
- 북부리그 홀드: 허건엽 (6)
- 북부리그 완봉: 이한진 (1)

## 선수단

### 선발투수
| 이름     | 경기 | 이닝  | 승 | 패 | 홀드 | 세이브 | 탈삼진 | ERA  |
| -------- | ---- | ----- | -- | -- | ---- | ------ | ------ | ---- |
| 김광현   | 28   | 173.2 | 13 | 9  | 0    | 0      | 145    | 3.42 |
| 밴와트   | 11   | 66.2  | 9  | 1  | 0    | 0      | 56     | 3.11 |
| 울프     | 23   | 85.1  | 2  | 2  | 0    | 4      | 41     | 4.85 |
| 채병용   | 27   | 130   | 8  | 12 | 0    | 0      | 87     | 6.37 |
| 윤희상   | 7    | 28.1  | 0  | 1  | 0    | 0      | 18     | 5.08 |
| 레이예스 | 13   | 78.1  | 2  | 7  | 0    | 0      | 41     | 6.55 |
| 문광은   | 9    | 32.2  | 1  | 2  | 0    | 0      | 23     | 6.34 |
| 신윤호   | 2    | 3     | 0  | 0  | 0    | 0      | 1      | 9.00 |

### 구원투수
| 이름   | 경기 | 이닝 | 승 | 패 | 홀드 | 세이브 | 탈삼진 | ERA   |
| ------ | ---- | ---- | -- | -- | ---- | ------ | ------ | ----- |
| 윤길현 | 59   | 57.2 | 3  | 3  | 9    | 7      | 63     | 3.90  |
| 전유수 | 67   | 84.2 | 7  | 4  | 5    | 0      | 72     | 5.00  |
| 여건욱 | 27   | 69.2 | 3  | 3  | 0    | 0      | 50     | 6.20  |
| 박정배 | 43   | 43.1 | 6  | 4  | 10   | 1      | 34     | 5.82  |
| 박민호 | 17   | 31.1 | 2  | 3  | 0    | 0      | 12     | 5.46  |
| 이상백 | 16   | 14.1 | 0  | 0  | 0    | 1      | 14     | 4.40  |
| 이재영 | 38   | 48   | 1  | 0  | 4    | 0      | 42     | 6.19  |
| 김대유 | 9    | 11.2 | 0  | 1  | 0    | 0      | 14     | 10.03 |
| 엄정욱 | 5    | 3    | 0  | 1  | 0    | 0      | 3      | 9.00  |
| 제춘모 | 1    | 0.1  | 0  | 0  | 0    | 0      | 0      | 27.00 |
| 임경완 | 16   | 16.2 | 0  | 0  | 0    | 0      | 5      | 5.40  |
| 이한진 | 4    | 8.1  | 0  | 0  | 0    | 0      | 3      | 8.64  |
| 진해수 | 75   | 49   | 0  | 4  | 15   | 0      | 37     | 7.16  |
| 백청훈 | 6    | 9.1  | 0  | 1  | 0    | 0      | 3      | 18.32 |
| 고효준 | 21   | 51   | 2  | 5  | 1    | 0      | 40     | 9.18  |

### 마무리투수
| 이름   | 경기 | 이닝 | 승 | 패 | 홀드 | 세이브 | 탈삼진 | ERA  |
| ------ | ---- | ---- | -- | -- | ---- | ------ | ------ | ---- |
| 박희수 | 21   | 20.2 | 1  | 2  | 0    | 13     | 29     | 3.48 |
| 허건엽 | 3    | 5    | 0  | 0  | 0    | 0      | 1      | 0.00 |
| 이창욱 | 7    | 7.1  | 1  | 0  | 0    | 0      | 3      | 8.59 |

### 포수
| 이름   | 경기 | 안타 | 홈런 | 타점 | 득점 | 도루 | 타율 | OPS  |
| ------ | ---- | ---- | ---- | ---- | ---- | ---- | ---- | ---- |
| 이재원 | 120  | 139  | 12   | 83   | 48   | 3    | .337 | .920 |
| 정상호 | 100  | 56   | 9    | 39   | 36   | 0    | .238 | .722 |
| 김정훈 | 1    | 0    | 0    | 0    | 0    | 0    | -    | -    |
| 허웅   | 5    | 2    | 0    | 1    | 1    | 0    | .333 | .619 |
| 조인성 | 12   | 4    | 1    | 7    | 2    | 0    | .143 | .417 |

### 1루수
| 이름   | 경기 | 안타 | 홈런 | 타점 | 득점 | 도루 | 타율 | OPS  |
| ------ | ---- | ---- | ---- | ---- | ---- | ---- | ---- | ---- |
| 박정권 | 120  | 140  | 27   | 109  | 81   | 7    | .310 | .938 |
| 한유섬 | 67   | 36   | 3    | 24   | 17   | 0    | .252 | .750 |
| 박윤   | 6    | 4    | 0    | 2    | 0    | 0    | .267 | .534 |

### 2루수
| 이름   | 경기 | 안타 | 홈런 | 타점 | 득점 | 도루 | 타율 | OPS  |
| ------ | ---- | ---- | ---- | ---- | ---- | ---- | ---- | ---- |
| 나주환 | 127  | 115  | 7    | 51   | 64   | 10   | .273 | .714 |

### 유격수
| 이름   | 경기 | 안타 | 홈런 | 타점 | 득점 | 도루 | 타율 | OPS  |
| ------ | ---- | ---- | ---- | ---- | ---- | ---- | ---- | ---- |
| 김성현 | 122  | 113  | 5    | 43   | 73   | 6    | .284 | .753 |
| 박진만 | 19   | 8    | 0    | 2    | 3    | 0    | .250 | .575 |
| 신현철 | 60   | 17   | 1    | 3    | 10   | 1    | .262 | .696 |

### 3루수
| 이름   | 경기 | 안타 | 홈런 | 타점 | 득점 | 도루 | 타율 | OPS  |
| ------ | ---- | ---- | ---- | ---- | ---- | ---- | ---- | ---- |
| 최정   | 82   | 94   | 14   | 76   | 65   | 7    | .305 | .903 |
| 박계현 | 62   | 44   | 0    | 13   | 23   | 7    | .341 | .782 |
| 안정광 | 15   | 6    | 0    | 4    | 4    | 1    | .207 | .522 |
| 이대수 | 6    | 1    | 0    | 0    | 0    | 0    | .091 | .182 |
| 홍명찬 | 10   | 1    | 0    | 1    | 0    | 0    | .063 | .126 |

### 좌익수
| 이름   | 경기 | 안타 | 홈런 | 타점 | 득점 | 도루 | 타율 | OPS  |
| ------ | ---- | ---- | ---- | ---- | ---- | ---- | ---- | ---- |
| 이명기 | 83   | 105  | 4    | 28   | 54   | 8    | .368 | .884 |
| 김상현 | 42   | 21   | 5    | 20   | 8    | 1    | .263 | .823 |
| 박재상 | 38   | 12   | 1    | 6    | 9    | 2    | .190 | .613 |

### 중견수
| 이름   | 경기 | 안타 | 홈런 | 타점 | 득점 | 도루 | 타율 | OPS  |
| ------ | ---- | ---- | ---- | ---- | ---- | ---- | ---- | ---- |
| 김강민 | 113  | 130  | 16   | 82   | 86   | 32   | .302 | .863 |
| 김재현 | 60   | 5    | 0    | 6    | 12   | 8    | .200 | .490 |

### 우익수
| 이름   | 경기 | 안타 | 홈런 | 타점 | 득점 | 도루 | 타율 | OPS  |
| ------ | ---- | ---- | ---- | ---- | ---- | ---- | ---- | ---- |
| 임훈   | 90   | 87   | 2    | 27   | 47   | 9    | .314 | .797 |
| 조동화 | 125  | 116  | 2    | 52   | 74   | 37   | .262 | .655 |

### 지명타자
| 이름   | 경기 | 안타 | 홈런 | 타점 | 득점 | 도루 | 타율 | OPS  |
| ------ | ---- | ---- | ---- | ---- | ---- | ---- | ---- | ---- |
| 스캇   | 33   | 28   | 6    | 17   | 17   | 0    | .267 | .897 |
| 조성우 | 3    | 0    | 0    | 0    | 1    | 0    | .000 | .000 |
| 김도현 | 7    | 1    | 0    | 0    | 0    | 0    | .083 | .237 |

## 통계
| # | 선수   | 경기 | 이닝  | 승 | 패 | 세이브 | 홀드 | 삼진 | 방어율 |
| - | ------ | ---- | ----- | -- | -- | ------ | ---- | ---- | ------ |
| 1 | 김광현 | 28   | 173.2 | 13 | 9  | 0      | 0    | 145  | 3.42   |
| 2 | 채병용 | 27   | 130   | 8  | 12 | 0      | 0    | 87   | 6.37   |

| # | 선수   | 경기 | 타수 | 안타 | 2루타 | 3루타 | 홈런 | 타율  |
| - | ------ | ---- | ---- | ---- | ----- | ----- | ---- | ----- |
| 1 | 이재원 | 120  | 412  | 139  | 30    | 2     | 12   | 0.337 |
| 2 | 박정권 | 120  | 452  | 140  | 33    | 2     | 27   | 0.310 |
| 3 | 김강민 | 113  | 430  | 130  | 29    | 3     | 16   | 0.302 |
| 4 | 김성현 | 122  | 398  | 113  | 20    | 1     | 5    | 0.284 |
| 5 | 나주환 | 127  | 422  | 115  | 25    | 0     | 7    | 0.273 |
| 6 | 조동화 | 125  | 443  | 116  | 12    | 5     | 2    | 0.262 |

| 부문            | 선수           | 기록  |
| --------------- | -------------- | ----- |
| 승리(W)         | 김광현         | 13    |
| 평균자책(ERA)   | 김광현         | 3.42  |
| 탈삼진(SO)      | 김광현         | 145   |
| 세이브(SV)      | 박희수         | 13    |
| 홀드(HLD)       | 진해수         | 15    |
| 승률(WPCT)      | 김광현         | 0.591 |
| 경기(G)         | 진해수         | 75    |
| 선발(GS)        | 김광현         | 28    |
| 이닝            | 김광현         | 173.2 |
| 완투            | 김광현, 채병용 | 1     |
| 완봉            | 없음           | 0     |
| 승리기여도(WAR) | 김광현         | 5.20  |

| 부문            | 선수         | 기록  |
| --------------- | ------------ | ----- |
| 타율(AVG)       | 이재원       | 0.337 |
| 홈런(HR)        | 박정권       | 27    |
| 타점(RBI)       | 박정권       | 109   |
| 득점(R)         | 김강민       | 86    |
| 안타(H)         | 박정권       | 140   |
| 출루율(OBP)     | 이재원       | 0.413 |
| 장타율(SLG)     | 박정권       | 0.571 |
| 도루(SB)        | 조동화       | 37    |
| OPS             | 박정권       | 0.938 |
| 경기(G)         | 나주환       | 127   |
| 타석            | 조동화       | 522   |
| 2루타           | 박정권       | 33    |
| 3루타           | 조동화       | 5     |
| 볼넷            | 김성현       | 55    |
| 사구            | 이재원, 최정 | 12    |
| 희생타          | 조동화       | 32    |
| 승리기여도(WAR) | 김강민       | 4.05  |

- 투수, 타자 순위는 규정 이닝 또는 규정 타석을 채운 선수들만 표시

## 코칭 스태프
SK 와이번스는 2014 시즌을 이끌 코칭 스태프를 2013년 10월 23일 확정하였다.
| 직위                       | 이름            | 비고 |
| -------------------------- | --------------- | ---- |
| 감독                       | 이만수          |      |
| 수석 코치                  | 성준            |      |
| 투수 코치                  | 김원형          |      |
| 투수 코치                  | 조웅천          |      |
| 타격 코치                  | 김경기          |      |
| 타격 코치                  | 정경배          |      |
| 배터리 코치                | 김태형          |      |
| 주루 코치                  | 조원우          |      |
| 수비 코치                  | 백재호          |      |
| 수비 코치                  | 세이케 마사카즈 |      |
| 전력분석 코치              | 박주언          |      |
| 전력분석 코치              | 김승리          |      |
| 컨디셔닝 코치              | 허재혁          |      |
| 컨디셔닝 코치              | 유태현          |      |
| 컨디셔닝 코치              | 전태영          |      |
| 퓨처스 리그 감독           | 박경완          |      |
| 퓨처스 리그 투수 코치      | 김상진          |      |
| 퓨처스 리그 타격 코치      | 강혁            |      |
| 퓨처스 리그 수비 코치      | 박정환          |      |
| 퓨처스 리그 주루 코치      | 윤재국          |      |
| 퓨처스 리그 배터리 코치    | 박철영          |      |
| 퓨처스 리그 트레이닝 코치  | 김용진          |      |
| 퓨처스 리그 컨디셔닝 코치  | 김회성          |      |
| 루키 팀 책임 코치          | 김대진          |      |
| 루키 팀 투수 코치          | 최창호          |      |
| 루키 팀 수비 코치          | 손지환          |      |
| 루키 팀 재활 코치          | 김경태          |      |
| 루키 팀 컨디셔닝 코치      | 이형삼          |      |
| 루키 팀 재활 컨디셔닝 코치 | 이병국          |      |

### 변동 사항

#### 영입
- 2013년 10월 13일 후쿠하라 미네오 전 한화 이글스 수비 코치를 영입하였다. 당해년도 11월 30일까지 수비 인스트럭터로 활동하였다.
- 2013년 10월 23일 확정된 명단 중 김승리, 강혁, 윤재국, 최창호, 김용진 이 5명의 코치를 새로 영입하였다.
- 2014년 1월 12일 세이케 마사카즈 전 도호쿠 라쿠텐 골든 이글스의 코치를 영입하였다. 앞으로 2014 시즌 스프링 캠프에서 수비 코치로 선수단에 합류할 예정이다.

#### 방출
- 이광근 (2013시즌 1군 수석코치)
- 맥스 베너블 (2013시즌 1군 타격코치)
- 최경환 (2013시즌 1군 타격코치)
- 한혁수 (2013시즌 1군 주루코치)
- 김용희 (2013시즌 2군 감독)

## 응원단
- 응원단장: 정영석
- 장내 아나운서: 김우중
- 탑 아나운서: 김지훈

## 전지훈련
SK 와이번스는 스프링캠프조와 재활조로 나누어 전지훈련을 실시한다.

### 스프링캠프
2014 시즌 스프링캠프는 1월 15일부터 2월 9일까지는 미국 플로리다주에 위치한 히스토릭 다저타운에서 스프링캠프를 실시하며, 2월 10일~2월 11일까지는 휴식하며 2월 11일부터 다시 오키나와로 최종 전지훈련을 간다. 3월 3일 스프링캠프가 최종적으로 종료된다.

## 선수 변동 사항

### 시즌 전

#### 영입
- 2013년 10월 27일 잠정 은퇴한 전 LG 트윈스, SK 와이번스의 투수 신윤호를 영입하였다.[2]
- 2014년 한국프로야구 신인 드래프트에 의해 이건욱, 박규민, 유서준, 박민석, 이진석, 정영일, 서동민, 이승진, 나세원, 정선호[3], 김성민[4]을 지명하여 정선호, 김성민을 제외하고 총 8명을 영입하였다.[5]
- 신현철, 이정담, 김대유는 2014년 KBO 리그 2차 드래프트에서 SK 와이번스에 지명되었다.[6]
- 2013년 12월 14일 메이저 리그 통산 47경기 출장한 오클랜드 어슬레틱스의 투수 로스 울프를 영입했다.[7]
- 2013년 12월 19일 메이저 리그 통산 135홈런을 기록한 탬파베이 레이스의 외야수 루크 스캇을 영입했다.[8]

#### 이적 및 방출
조조 레이예스

##### 보류 선수 명단에서 제외된 선수
SK 와이번스의 2014 시즌 보류 선수 명단에서 제외된 선수는 7명으로, 다음과 같다.
- 민경수
- 최영필
- 박경완[9]
- 권영진
- 박인성[10]
- 정규창[11]
- 김경근[12]

##### 정근우의 이적
- 정근우의 2012/2013 시즌 성적

| 연도 | 소속 | 경기 | 타수 | 득점 | 안타 | 2루타 | 3루타 | 홈런 | 타점 | 도루 | 희생타 | 4구 | 사구 | 삼진 | 병살타 | 실책 | 타율  | 장타율 | 출루율 | 비고             |
| ---- | ---- | ---- | ---- | ---- | ---- | ----- | ----- | ---- | ---- | ---- | ------ | --- | ---- | ---- | ------ | ---- | ----- | ------ | ------ | ---------------- |
| 2012 | SK   | 127  | 467  | 53   | 124  | 13    | 4     | 8    | 46   | 22   | 14     | 47  | 6    | 33   | 10     | 9    | 0.266 | 0.362  | 0.329  | 골든 글러브 후보 |
| 2013 | SK   | 112  | 407  | 64   | 114  | 19    | 3     | 9    | 35   | 28   | 12     | 50  | 7    | 48   | 6      | 6    | 0.280 | 0.408  | 0.368  | 골든 글러브      |

정근우는 2012 시즌과 2013 시즌 2년 연속으로 규정타석을 채우고 100안타와 20도루를 달성하며 2년 연속 골든 글러브 후보에 포함되는 등 팀에 매우 중요한 선수가 되었다.
2013 시즌을 마치고 FA를 선언하였으나 11월 16일까지 가능한 우선 협상 기간 중 3차 협상까지 이견이 생겨 협상이 결렬되었고, 곧바로 다음 날 4년 총액 70억 원(계약금 32억 원, 연봉 7억 원, 옵션 7억 원)의 조건으로 한화 이글스에 이적했다. 그러나 그 해 6위를 기록한 SK 와이번스에서 그의 보상 선수를 한화 이글스로부터 지명하려고 했지만 야구 규약 163조의 내용인 "단일 구단이 계약서상 동일한 날짜에 2명 이상의 타 구단 선수와 계약하는 경우 보상선수를 선택하는 구단의 순서는 직전 시즌 성적의 역순으로 하고, 계약 선순위 구단의 보상이 종료된 후 후순위 구단이 보상을 개시한다"는 내용에 따라 8위를 기록한 KIA 타이거즈가 보상선수 지명 우선권을 갖고 있었기 때문에 SK 와이번스에서도 보상선수로 관심을 보였던 포수 한승택은 KIA행을 확정했다. 이로 인해 SK에서는 보호선수 제외 명단을 검토한 결과 “한화에서 데려올 선수가 없다”며 결국 정근우의 보상선수 지명을 포기하고 2013년 연봉의 3배인 16억 5,000만 원의 FA 보상금만 한화 구단으로부터 받기로 했다.

##### 최영필&권영진의 방출
- 권영진의 2013 시즌 2군 성적

| 연도 | 소속     | 경기 | 타수 | 득점 | 안타 | 2루타 | 3루타 | 홈런 | 타점 | 도루 | 4구 | 사구 | 삼진 | 병살타 | 타율  | 장타율 | 출루율 | 비고 |
| ---- | -------- | ---- | ---- | ---- | ---- | ----- | ----- | ---- | ---- | ---- | --- | ---- | ---- | ------ | ----- | ------ | ------ | ---- |
| 2013 | SK (2군) | 53   | 115  | 19   | 29   | 4     | 1     | 0    | 12   | 1    | 7   | 2    | 15   | 3      | 0.252 | 0.304  | 0.306  |      |

권영진은 2013 시즌 1군에서는 모습을 드러내지 못하고 퓨처스에서 저조한 기록을 남겼다. 결국 보류 선수 명단에서 제외되면서 방출되었다.
- 최영필의 2013 시즌 성적

| 년도 | 팀명     | 평균자책 | 경기수 | 승 | 패 | 세 | 홀드 | 완투 | 완봉 | 이닝   | 피안타 | 피홈런 | 4사구 | 탈삼진 | 실점 | 자책점 |
| ---- | -------- | -------- | ------ | -- | -- | -- | ---- | ---- | ---- | ------ | ------ | ------ | ----- | ------ | ---- | ------ |
| 2013 | SK       | 6.23     | 22     | 0  | 0  | 1  | 3    | 0    | 0    | 17 1/3 | 24     | 2      | 9     | 11     | 15   | 12     |
| 2013 | SK (2군) | 4.18     | 21     | 0  | 1  | 1  | 6    | 0    | 0    | 32 1/3 | 45     | 4      | 10    | 39     | 16   | 15     |

최영필은 2013 시즌 초반에는 주로 1군에서 뛰었으나, 7월 이후 성적이 저조해지면서 2군에서 뛰었다. 또한 고령으로 인하여 구위가 떨어지는 등 성적이 상당히 저조했다. 따라서 SK에서는 선수 생활을 은퇴하고 SK 코치직을 맡아줄 것을 권유하였으나, 그의 아들인 최종현 군과 같이 프로 야구 선수로 생활하겠다고 하고 현역 은퇴를 미루었다. 결국 SK 와이번스는 2013년 11월 30일 최영필을 보류명단에서 제외하여 방출되었다.

##### 크리스 세든의 해외 진출
- 크리스 세든의 2013 시즌 성적

| 년도 | 팀명 | 평균자책 | 경기수 | 승 | 패 | 세 | 홀드 | 완투 | 완봉 | 이닝    | 피안타 | 피홈런 | 4사구 | 탈삼진 | 실점 | 자책점 |
| ---- | ---- | -------- | ------ | -- | -- | -- | ---- | ---- | ---- | ------- | ------ | ------ | ----- | ------ | ---- | ------ |
| 2013 | SK   | 2.98     | 30     | 14 | 6  | 0  | 0    | 1    | 0    | 187 1/3 | 169    | 14     | 84    | 160    | 65   | 62     |

2013 시즌 크리스 세든은 평균자책점 3위, 다승 공동 1위, 탈삼진 2위에 오르는 등 외국인 투수로서의 빼어난 활약을 펼쳤다. 2013 시즌이 끝나자 SK 와이번스는 세든과 재계약을 시도하려 하였지만 일본 프로 야구의 요미우리 자이언츠에서 러브콜이 들어오자 SK와의 재계약을 포기하였다.이후 SK는 세든을 대체하여 우완 투수 로스 울프를 영입하였다.

##### 그 외 이적 및 방출
- 민경수가 보류선수 명단에서 제외되어 방출되었다.
- 2014년 KBO 리그 2차 드래프트에 의해 김주원, 최윤석, 김준, 허준혁, 이영욱이 각각 KT 위즈, 한화 이글스, KIA 타이거즈 두산 베어스, 삼성 라이온즈로 이적하였다.[20][21]

#### 은퇴
- 박경완은 2013년 10월 중 현역 은퇴를 선언하고 곧바로 SK 퓨처스 팀 감독으로 선임되었다.[22]

#### 재계약
- 2013년 12월 14일 조조 레이예스와 재계약을 체결했다.

| 이름          | 포지션 | 2013 연봉 | 2014 연봉 | 인상 금액 | 삭감 금액 |
| ------------- | ------ | --------- | --------- | --------- | --------- |
| 조조 레이예스 | 투수   | 25만 달러 | 35만 달러 | 10만 달러 | -         |

- 2013년 12월 11일 SK 2군(퓨처스 리그) 소속 선수 23명과 재계약을 체결했다.[23] 계약한 선수들은 다음과 같다;

| 이름   | 포지션 | 2013 연봉 | 2014 연봉 | 인상 금액 | 삭감 금액 |
| ------ | ------ | --------- | --------- | --------- | --------- |
| 김정빈 | 투수   | 2400만원  | 2400만원  | -         | -         |
| 김대유 | 투수   | 2400만원  | 2400만원  | -         | -         |
| 김영롱 | 투수   | 2400만원  | 2400만원  | -         | -         |
| 성양민 | 투수   | 2400만원  | 2400만원  | -         | -         |
| 윤석주 | 투수   | 2500만원  | 2400만원  | -         | 100만원   |
| 이석재 | 투수   | 2400만원  | 2400만원  | -         | -         |
| 허건엽 | 투수   | 2400만원  | 2800만원  | 400만원   | -         |
| 김경근 | 외야수 | 2400만원  | 2400만원  | -         | -         |
| 김기현 | 외야수 | 2400만원  | 2500만원  | 100만원   | -         |
| 김도현 | 외야수 | 2400만원  | 2800만원  | 400만원   | -         |
| 김정훈 | 포수   | 2400만원  | 2400만원  | -         | -         |
| 김제성 | 포수   | 2400만원  | 2400만원  | -         | -         |
| 박계현 | 내야수 | 2400만원  | 2900만원  | 500만원   | -         |
| 박승욱 | 내야수 | 2400만원  | 2700만원  | 300만원   | -         |
| 박윤   | 내야수 | 3000만원  | 3500만원  | -         | -         |
| 박인성 | 내야수 | 2400만원  | 2400만원  | -         | -         |
| 안정광 | 외야수 | 2600만원  | 2600만원  | -         | -         |
| 이윤재 | 포수   | 2400만원  | 2500만원  | 100만원   | -         |
| 정규창 | 내야수 | 2400만원  | 2500만원  | 100만원   | -         |
| 정진기 | 외야수 | 2400만원  | 2900만원  | 500만원   | -         |
| 최항   | 내야수 | 2400만원  | 2400만원  | -         | -         |
| 홍명찬 | 내야수 | 2400만원  | 2600만원  | 200만원   | -         |
| 모상영 | 내야수 | 2400만원  | 2400만원  | -         | -         |

- 2013년 12월 13일 남은 재계약 대상자 중 16명과 재계약을 체결하였다.[27] 계약한 선수들은 다음과 같다;

| 이름   | 포지션 | 2013 연봉 | 2014 연봉 | 인상 금액 | 삭감 금액 |
| ------ | ------ | --------- | --------- | --------- | --------- |
| 백인식 | 투수   | 2600만원  | 6000만원  | 3400만원  | -         |
| 여건욱 | 투수   | 2400만원  | 3000만원  | 600만원   | -         |
| 이승호 | 투수   | 10000만원 | 7000만원  | -         | 3000만원  |
| 이창욱 | 투수   | 2400만원  | 2400만원  | -         | -         |
| 이한진 | 투수   | 3500만원  | 3500만원  | -         | -         |
| 전병두 | 투수   | 11000만원 | 8000만원  | -         | 3000만원  |
| 전유수 | 투수   | 3400만원  | 5000만원  | 1600만원  | -         |
| 진해수 | 투수   | 5000만원  | 7500만원  | 2500만원  | -         |
| 채병용 | 투수   | 16000만원 | 13500만원 | -         | 2500만원  |
| 김성현 | 내야수 | 5000만원  | 7000만원  | 2000만원  | -         |
| 김재현 | 내야수 | 3200만원  | 4000만원  | 800만원   | -         |
| 신현철 | 내야수 | 2600만원  | 2600만원  | -         | -         |
| 이명기 | 외야수 | 2500만원  | 4000만원  | 1500만원  | -         |
| 이재원 | 포수   | 5400만원  | 7500만원  | 2100만원  | -         |
| 조성우 | 외야수 | 2400만원  | 3500만원  | 1100만원  | -         |
| 허웅   | 포수   | 3000만원  | 3000만원  | -         | -         |

- 2014년 1월 3일 남은 재계약 대상자 중 주전 선수 5명과 재계약을 체결하였다.[28] 계약한 선수들은 다음과 같다;

| 이름   | 포지션 | 2013 연봉 | 2014 연봉 | 인상 금액 | 삭감 금액 |
| ------ | ------ | --------- | --------- | --------- | --------- |
| 김광현 | 투수   | 24000만원 | 27000만원 | 3000만원  | -         |
| 윤길현 | 투수   | 12500만원 | 14500만원 | 2000만원  | -         |
| 정상호 | 포수   | 13000만원 | 15500만원 | 2500만원  | -         |
| 임훈   | 외야수 | 10000만원 | 7500만원  | -         | 2500만원  |
| 한동민 | 외야수 | 2400만원  | 6500만원  | 4100만원  | -         |

- 2014년 1월 5일 남은 재계약 대상자 중 주전 선수 5명과 재계약을 체결하였다.[29] 계약한 선수들은 다음과 같다;

| 이름   | 포지션 | 2013 연봉 | 2014 연봉 | 인상 금액 | 삭감 금액 |
| ------ | ------ | --------- | --------- | --------- | --------- |
| 이재영 | 투수   | 12000만원 | 12000만원 | -         | -         |
| 나주환 | 내야수 | 20000만원 | 20000만원 | -         | -         |
| 박진만 | 내야수 | 20000만원 | 20000만원 | -         | -         |
| 김상현 | 외야수 | 16000만원 | 16000만원 | -         | -         |
| 조동화 | 외야수 | 9000만원  | 12000만원 | 3000만원  | -         |

- 2014년 1월 13일 남은 재계약 대상자 중 선수 3명과 재계약을 체결하였다.[30] 계약한 선수들은 다음과 같다;

| 이름   | 포지션 | 2013 연봉 | 2014 연봉 | 인상 금액 | 삭감 금액 |
| ------ | ------ | --------- | --------- | --------- | --------- |
| 엄정욱 | 투수   | 10000만원 | 7000만원  | -         | 3000만원  |
| 박정권 | 내야수 | 20500만원 | 23500만원 | 3000만원  | -         |
| 박재상 | 외야수 | 14000만원 | 16000만원 | 2000만원  | -         |

- 2014년 1월 15일 재계약 대상자 5명 중 3명인 최정, 안치용, 윤희상과 계약하였다. 최정은 7억원은 역대 최고 비(非)FA 선수 연봉이다.[31][32] 계약한 선수들은 다음과 같다;

| 이름   | 포지션 | 2013 연봉 | 2014 연봉 | 인상 금액 | 삭감 금액 |
| ------ | ------ | --------- | --------- | --------- | --------- |
| 윤희상 | 투수   | 13000만원 | 16000만원 | 3000만원  | -         |
| 최정   | 내야수 | 52000만원 | 70000만원 | 18000만원 | -         |
| 안치용 | 외야수 | 7500만원  | 5500만원  | -         | 2000만원  |

- 2014년 1월 20일 SK 와이번스는 김강민과 전년도 연봉에서 50% 증가한 3억원으로 계약에 합의하였다.[33]

| 이름   | 포지션 | 2013 연봉 | 2014 연봉 | 인상 금액 | 삭감 금액 |
| ------ | ------ | --------- | --------- | --------- | --------- |
| 김강민 | 외야수 | 20000만원 | 30000만원 | 10000만원 | -         |

- 2014년 1월 26일 SK 와이번스는 박희수와 전년도 연봉에서 11.8% 증가한 1억 9000만원으로 계약에 합의하였다.[34]

이로써 SK 와이번스는 재계약 대상자 55명 전원과 재계약을 성공하였다.
| 이름   | 포지션 | 2013 연봉 | 2014 연봉 | 인상 금액 | 삭감 금액 |
| ------ | ------ | --------- | --------- | --------- | --------- |
| 박희수 | 투수   | 17000만원 | 19000만원 | 2000만원  | -         |

### 시즌 중

#### 트레이드
- 2014년 6월 3일 올시즌 초 트레이드 요구설이 있었던 포수 조인성이 결국 한화 이글스 소속 내야수 이대수와 외야수 김강석이 묶인 2:1 트레이드로 팀을 떠났다.[35] 이로써 이대수는 7년만에 친정팀에 복귀하게 되었으며, 김강석은 인천 제물포고 출신이다.

#### 2차 드래프트

##### 영입
- 신현철 (1라운드)
- 이정담 (2라운드)
- 김대유 (3라운드)

##### 방출
- 김주원 (1라운드, kt행)
- 허준혁 (1라운드, 두산행)
- 이영욱 (1라운드, 삼성행)
- 최윤석 (3라운드, 한화행)
- 김준 (3라운드, KIA행)

## 여담

### 주장 선출 문제
SK 와이번스는 2013년 시즌에는 3월 초 당시 부진했던 박정권을 대신하여 이적 전까지 정근우를 팀 내의 주장으로 선출되었으나, 2013년 11월 17일 한화 이글스로 이적을 함에 따라 주장 자리가 공석이 되었다. 2013 시즌 마무리 가고시마 훈련에서는 김강민이 임시 주장을 맡았다. 이후 이만수 감독은 선수단 투표 선출과 코칭 스태프의 의견을 합산하여 2014년 초에 주장을 새로 선임하겠다는 의견을 밝혔다. 이에 따라 2014년 1월 4일, SK 와이번스 코치미팅 및 선수단 투표 결과 박진만이 최종 선출되었다.

### 문학경기장위탁운영자 선정 특혜 의혹
인천광역시에서 2012년 11월에 문학경기장 민간위탁적격자 심의위원회를 열고 SK 와이번스를 문학경기장 민간 위탁 운영자로 선정했다. 그러나 경찰이 위탁 운영자 선정 과정에서 프로야구 SK 와이번스 구단이 시와 유착한 혐의를 포착하고 내사에 착수했다. 또 관중석 등 경기장 시설 보수 공사 등을 외주 업체에 발주하는 과정에서 공사비를 부풀리는 수법 등으로 수억원의 구단 운영비를 횡령한 구단 전직 고위 임원의 횡령 혐의도 포착하여 논란이 일고 있다. 또 축구장 등 다른 경기장을 포함한 스포츠 단지 전체가 야구단에 의해 운영되는 것은 국내 처음이어서 일각에서 특혜의혹이 일기도 했다. 이에 대해 SK 와이번스 측은 “구단 입장에서는 운영비를 내고 경기장만 사용하거나 야구장만 위탁 운영하는 게 가장 좋다”며 “의혹은 전혀 사실이 아니다”고 밝혔다.

### 은퇴식
4월 5일에 박경완의 은퇴식을 진행했다. 이때 박경완의 등번호는 SK 와이번스 구단 역사상 첫 영구결번으로 지정되었으며 이는 인천 연고팀 사상 최초 영구 결번이기도 하다.

### 세부 기록
- 채병용은 수비 무관 평균자책점 6.41로 규정 이닝을 채운 선수들 중 KBO 리그 역대 단일 시즌 최고 기록을 세웠다.
- 채병용은 피장타율 0.516으로 규정이닝을 채운 투수 중 2013년 이후 KBO 리그 역대 단일 시즌 최고 피장타율 기록을 세웠다.
- 진해수는 29차례 2연투를 2013년 이후 KBO 리그 역대 단일 시즌 최다 2연투 기록을 세웠다.
- 진해수는 이 시즌 총 75명의 승계주자를 넘겨받아 2013년 이후 KBO 리그 역대 단일 시즌 최다 승계주자 기록을 세웠다. 게다가 본인이 루상에 남긴 인계주자도 56명으로 2013년 이후 KBO 리그 역대 단일 시즌 최다 기록이다.
- 박정권은 상대의 포일 사이 총 4회 진루하여 2013년 이후 KBO 리그 단일 시즌 최다 기록을 세웠다.
- 조동화는 번트 아웃 43회로 2013년 이후 단일 시즌 규정 타석 충족 타자 중 최다 기록을 세웠다.
- 조우형은 이 시즌에 KBO 퓨처스리그에서 통산 처음이자 마지막으로 투수로 등판해 0.1이닝을 소화했다. 이후 KBO 퓨처스리그에서의 추가 등판 없이 2017년 은퇴하여 KBO 퓨처스리그 사상 통산 최소 이닝 소화 투수가 되었다.

### 홈구장
- 인천문학경기장 야구장의 잔디를 기존 부분 인조 잔디에서 파울존 부분 워닝트랙을 제외한 부분을 천연 잔디로 교체했다.
- 송도LNG야구장은 2009년부터 이 시즌까지 2군 홈구장으로 사용되었다.